# Krnete
Krnete (cyr. Крнете) – wieś w Bośni i Hercegowinie, w Republice Serbskiej, w gminie Laktaši. W 2013 roku liczyła 152 mieszkańców.